# Petunioideae
Petunioideae es una subfamilia perteneciente a la familia de las solanáceas (Solanaceae). Comprende los siguientes géneros.

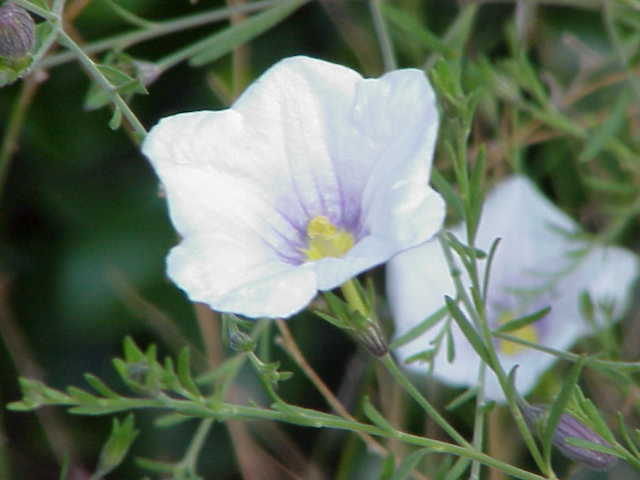
Nierenbergia frutescens, una petunóidea

La sistemática molecular indica que Petunioideae es el clado hermano de las subfamilias con número cromosómico x=12 (Solanoideae y Nicotianoideae). Presentan calisteginas, un alcaloide del tipo de los tropanos. El androceo está formado por 4 estambres (raramente 5), usualmente de dos longitudes diferentes. Los números cromosómicos básicos en esta subfamilia pueden ser x=7, 8, 9 y 11. Comprende 13 géneros y unas 160 especies, distribuidas por América Central y América del Sur. Basados en datos moleculares, algunos autores considera que los géneros oriundos de la Patagonia Benthamiella, Combera y Pantacantha forman un clado con categoría de tribu (Benthamielleae) que se debe disponer en la subfamilia Goetzeoideae. 2007 
- Benthamiella Speg. (1883), incluye 12 especies nativas de la Patagonia.
- Bouchetia Dunal (1852) con 3 especies neotropicales.
- Brunfelsia L. (1753), género con alrededor de 45 especies que se distribuyen en los neotrópicos.
- Combera Sandw. (1936), género con dos especies patagónicas.
- Fabiana Ruiz et Pav. (1794), género que incluye 15 especies nativas de Los Andes.
- Hunzikeria D' Arcy (1976), comprende 3 especies del sudoeste de Estados Unidos y México.
- Latua  Phil. (1858), con una sola especie del sur de Chile.
- Leptoglossis Benth. (1845), género con 7 especies del oeste de Sudamérica.
- Nierembergia Ruiz et Pav. (1794), abarca 21 especies sudamericanas.
- Pantacantha Speg. (1902), género monoespecífico de la Patagonia.
- Calibrachoa Cerv. ex La Llave & Lexcon, con 32 especies neotropicales. Se ha considerado, sobre los datos morfológicos, que este género debería incluirse dentro de Petunia. No obstante la evidencia molecular y citogenética indica que ambos deben mantenerse separados. De hecho, Calibrachoa tiene número básico de cromosomas x=9, mientras que Petunia tiene x=7.[1][2]
- Petunia (Juss.) Wijsman  (1803), con 18 especies sudamericanas.
- Plowmania Hunz. et Subils (1986), género monotípico de México y Guatemala.